# Martin Roth
Martin Roth, född 16 januari 1955 i Stuttgart i Tyskland, död 6 augusti 2017 i Berlin, var en tysk museidirektör. 
Martin Roth växte upp i sydvästra Tyskland. Han studerade kulturvetenskap på Tübingens universitet och disputerade där 1987 på en avhandling om museer i Tyskland mellan 1871 och 1945. Han forskade därefter på Maison des sciences de l'homme i Paris med ansvar för en jämförande undersökning angående uppläggning av franska och tyska museer i samarbete med Deutsches Historisches Institut i Berlin. 
År 1992 var han gästforskare på Getty Research Institute i Los Angeles. Han var kurator på Deutsches Historisches Museum i Berlin 1989–1991 och därefter chef för Tysklands äldsta vetenskapsmuseum Deutsches Hygiene-Museum i Dresden 1991–2000.
Martin Roth var generaldirektör 2001–2011 för Staatliche Kunstsammlungen Dresden, som administrerar tolv museer och konstgallerier. Därefter var han chef för Victoria and Albert Museum 2011–2016.
År 2007 utnämndes han till riddare av den franska Ordre des Arts et des Lettres och 2010 fick han danska Dannebrogsorden. År 2013 fick han tyska Bundesverdienstkreuz.